# Казали Монтеграпа (Удине)
Казали Монтеграпа је насеље у Италији у округу Удине, региону Фурланија-Јулијска крајина.
Према процени из 2011. у насељу је живело 41 становника. Насеље се налази на надморској висини од 222 м.